# إيرين ريد
إيرين ريد (بالإنجليزية: Irene Reid)‏ هي عازفة الجاز ومغنية أمريكية، ولدت في 23 سبتمبر 1930 في نيويورك في الولايات المتحدة، وتوفي بنفس المكان في 4 يناير 2008.

## وصلات خارجية
- إيرين ريد على موقع ميوزك برينز (الإنجليزية)
- إيرين ريد على موقع قاعدة بيانات برودواي على الإنترنت (الإنجليزية)
- إيرين ريد على موقع أول ميوزيك (الإنجليزية)
- إيرين ريد على موقع ديسكوغز (الإنجليزية)